# Marjorie Hillis
Marjorie Hillis (* 1889; † 1971 in New York City) war Autorin mehrerer Ratgeber für alleinstehende Frauen.

## Leben
Marjorie Hillis, auch bekannt unter Marjorie Hillis Roulston oder Marjorie (Hillis) Roulston, wurde 1889 geboren. Sie arbeitete als Redakteurin der amerikanischen Vogue und schrieb mehrere Ratgeber für alleinstehende Frauen, in denen sie „Tipps für alle möglichen und unmöglichen Lebenslagen“ gibt. Sie starb 1971 in New York.

## Werke
- Live Alone and Like It. A Guide for the Extra Woman, 1936 (dt.: Live Alone and Like It. Benimmegeln für die vergnügte Singlefrau)
- Orchids on Your Budget or Live Smartly on What You Have, 1937 (dt.: Stilvoll Sparen. Mit Chic und Charme durch schwere Zeiten)
- Corned beef and caviar for the live-aloner, 1937
- Live alone and entertain, 1938
- New York, fair or no fair, 1939
- Work ends at nightfall, 1939
- You can start it allover, 1951